# 拉马钱德拉普拉姆
拉马钱德拉普拉姆（Ramachandrapuram），是印度安得拉邦East Godavari县的一个城镇。总人口41279（2001年）。

## 人口
该地2001年总人口41279人，其中男性20663人，女性20616人；0—6岁人口4311人，其中男2228人，女2083人；识字率69.89%，其中男性为73.61%，女性为66.16%。